# Асириология
Асириоло́гията или Асироло́гията е комплекс от хуманитарни дисциплини, изучаващи историята, културата и езиците на народите, които през древността са използвали клинопис. В по-тесен смисъл асирологията е комплекс от дисциплини, изучаващи историята културата и езиците от древните месопотамски Шумер, Асирия и Вавилония, в т.ч. и Древна Сирия (северен Ханаан), Елам и свързаните територии на север в Загрос, Закавказието и древните царства в Анатолия, вкл. и тези от арабската пустиня на юг.
Особеност на лингвистичната асирология е изучаването на редица езици, по-голяма част от които не са родствени помежду си. В нейната сфера влизат акадски език, урартски език, хуритски език, хатски език, хетски език, лувийски език, палайски език, шумерски език, еблаитски език и еламски език.